# Communauté de communes des Trois Forêts (Oise)
Pour les articles homonymes, voir Communauté de communes des Trois Forêts.
La communauté de communes des Trois Forêts est une ancienne communauté de communes française, située dans le département de l'Oise et créée en 2010 à la suite de l'éclatement de la communauté de communes du Pays de Senlis.

## Histoire
À la suite d'importantes dissensions au sein de la communauté de communes du Pays de Senlis, qui regroupait 19 communes, le Préfet de l'Oise a dissout cette intercommunalité et créé en remplacement deux nouvelles structures : 
- La communauté de communes des Trois Forêts (Oise) (CCTF), regroupant cinq communes regroupées sur Senlis (arrêté préfectoral du 30 décembre 2009, qui a pris effet le 1er janvier 2010[2].
- La communauté de communes Cœur Sud Oise (CCTF), regroupant treize communes rurales, dont la plus importante est Thiers-sur-Thève

Cette scission a pris effet le 1er janvier 2010.
Orry-la-Ville, plutôt liée à Senlis mais n'ayant aucune continuité avec la CCTF, s'est retrouvée isolée et a rejoint la communauté de communes de l'aire cantilienne le 1er janvier 2014.
Dans le cadre des dispositions de la loi portant nouvelle organisation territoriale de la République (Loi NOTRe) du 7 août 2015, qui prévoit que les établissements publics de coopération intercommunale (EPCI) à fiscalité propre doivent avoir un minimum de 15 000 habitants, le schéma départemental de coopération intercommunale approuvé par le préfet de l'Oise le 24 mars 2016 prévoit notamment la fusion de la communauté de communes des Trois Forêts et de la communauté de communes Cœur Sud Oise,. 
Après consultation des conseils municipaux et communautaires concernés, la nouvelle intercommunalité, recréant l'ancienne communauté de communes du Pays de Senlis (sans Orry-la-Ville), dont la scission en 2010 avait créée ces deux intercommunalités, est constituée au 1er janvier 2017 par un arrêté préfectoral du 14 novembre 2016  sous le nom de communauté de communes Senlis Sud Oise.
Cette dénomination rappelle le nom des deux intercommunalités fusionnées.

## Territoire communautaire

### Composition
Cette communauté de communes était composée en 2016 des 5 communes suivantes :
| Nom               | Code Insee | Gentilé    | Superficie (km2) | Population (dernière pop. légale) | Densité (hab./km2) |
| ----------------- | ---------- | ---------- | ---------------- | --------------------------------- | ------------------ |
| Senlis (siège)    | 60612      | Senlisiens | 24,05            | 15 292 (2014)                     | 636                |
| Aumont-en-Halatte | 60028      | Aumontois  | 6,83             | 525 (2014)                        | 77                 |
| Chamant           | 60138      | Chamantais | 12,00            | 907 (2014)                        | 76                 |
| Courteuil         | 60170      |            | 5,32             | 624 (2014)                        | 117                |
| Fleurines         | 60238      | Fleurinois | 11,95            | 1 897 (2014)                      | 159                |

## Démographie
| 1968   | 1975   | 1982   | 1990   | 1999   | 2008   | 2014   |
| ------ | ------ | ------ | ------ | ------ | ------ | ------ |
| 13 416 | 16 725 | 17 760 | 17 988 | 20 161 | 20 141 | 19 245 |

## Administration

### Siège
Le siège de la communauté de communes était fixé en mairie de Senlis, mais les bureaux étaient situés 30 rue Eugène-Gazeau 60300 SENLIS.

### Élus
La communauté de communes était administrée par son Conseil communautaire, composé de 27 conseillers municipaux représentant chacune des communes membres.
Le conseil communautaire réuni le 5 mai 2014 a élu sa présidente, Pascale Loiseleur, maire de Senlis et ses quatre vice-présidents, Philippe Charrier (maire de Chamant), Jacky Mélique, Christel Jaunet (maire de Aumont-en-Halatte) et François Dumoulin (maire de Courteuil), qui formaient l'exécutif de l'intercommunalité pour le mandat 2014-2016.

### Liste des présidents
| Période  | Période       | Identité          | Étiquette | Qualité                    |
| -------- | ------------- | ----------------- | --------- | -------------------------- |
| 2010     | mai 2014      | Philippe Charrier |           | Maire de Chamant (2008 → ) |
| mai 2014 | décembre 2016 | Pascale Loiseleur |           | Maire de Senlis (2011 → )  |

.

### Compétences
La communauté exerçait les compétences suivantes, déléguées par chacune des communes membres :
- En matière de développement économique : la promotion du territoire, l’accueil, l’accompagnement et le soutien à l’implantation de nouvelles entreprises ou de structures associatives qui interviennent ou ont vocation à intervenir dans le secteur économique, le développement de celles existantes. Les études relatives aux services d'intérêt collectif à l'échelon du territoire intercommunal.
- En matière de tourisme : la réalisation de tout équipement, de toutes actions et opérations d’intérêt communautaire.
- En matière d’aménagement de l’espace communautaire : l’étude et la réalisation, seule ou avec d’autres collectivités ou établissements publics de coopération intercommunale, de tout schéma de cohérence territoriale (SCoT) ou de secteur, de tout projet d'aménagement du territoire d'intérêt communautaire (mise en place, suivi, modification et révision).
- L’étude, la mise en œuvre et la gestion des politiques contractuelles avec l’État, la région, le département et tout autre organisme.
- En matière de protection et de mise en valeur de l'environnement : l’élimination et la valorisation des déchets des ménages et déchets assimilés, la réalisation d’actions éducatives en matière d’environnement.
- En matière de politique du logement et du cadre de vie : la création, l’aménagement et l’entretien des voies de circulation douce d’intérêt communautaire (voies vertes, vélo routes et pistes cyclables).
- En matière de création, d'aménagement et d'entretien de la voirie communautaire.
- En matière d'action sociale : la création et la gestion de services d'accueil pour la petite enfance.
- En matière de Service Public de l’assainissement non collectif : La vérification technique de la conception, de l’implantation et de la bonne exécution des installations nouvelles et existantes d’assainissement individuel, la vérification périodique de leur fonctionnement, la vérification de la réalisation périodique des vidanges et dans le cas où la filière en comporte, la vérification périodique des dispositifs de dégraissage, les conseils aux particuliers concernant la rénovation et l’entretien de ces équipements d’assainissement.
- En matière d'aide aux communes : mutualisation de compétences et de moyens

### Budget et fiscalité
La Communauté de communes était un établissement public de coopération intercommunale à fiscalité propre.
Afin d'assurer ses compétences, la communauté de communes percevait une fiscalité additionnelle aux impôts locaux perçus par les communes, sans une fiscalité professionnelle de zone et sans fiscalité professionnelle sur les éoliennes.